# 北福克 (愛達荷州)
北福克（英語：North Fork）是位於美國愛達荷州萊姆哈伊縣的一個非建制地區。該地的面積和人口皆未知。

## 地理
北福克的座標為44°24′22″N 113°59′38″W / 44.40611°N 113.99389°W，而該地的平均海拔高度為1103米（即3620英尺）。